# Loxton Laminates
Loxton Laminates war ein britischer Hersteller von Automobilen.

## Unternehmensgeschichte
Bill Harbron gründete 1986 das Unternehmen in Bridport in der Grafschaft Dorset. Er begann mit der Produktion von Automobilen und Kits. Die Markennamen lauteten Harbron und Brit. 1987 oder 1988 endete die Produktion. Insgesamt entstanden etwa 14 Exemplare.

## Fahrzeuge

### Markenname Harbron
Das einzige Modell war der Special. Die Basis bildete ein Spaceframe-Rahmen aus Stahlrohren. Darauf wurde eine offene zweisitzige Karosserie montiert. Ein Vierzylindermotor von Fiat trieb das Fahrzeug an. Ein Bausatz kostete 1500 Pfund. Eine Quelle beschreibt den Roadster als einen Flüchtling der 1930er Jahre mit dem Handling eines modernen Lotus Seven. Von diesem Modell entstanden etwa zwölf Exemplare.

### Markenname Brit
Das einzige Modell 2 + 2 war eine Abwandlung des Harbron Special. Die offene Karosserie bot Platz für 2 + 2 Personen. Der Vierzylindermotor kam vom Ford Cortina. Der Markterfolg war gering. Lediglich zwei Exemplare entstanden bis 1987.